# Francesco Certo
Francesco Certo Garipoli (Condrò, 12 giugno 1849 – Pace del Mela, 21 febbraio 1911) è stato un vescovo cattolico italiano.

## Biografia
Francesco Certo Garipoli nacque a Condrò nel 1849, secondo figlio di don Antonino Certo (1811-1890), orefice di San Pier Niceto, e di donna Rosa Garipoli Giunta (1813-1896) di Condrò, appartenente a una facoltosa famiglia di proprietari terrieri.
Fu per molti anni arciprete di Condrò e, insieme al fratello medico Giuseppe Certo (1843-1923), ricoprì anche la carica di consigliere comunale nello stesso paese.
Per tutta la vita si occupò dell'amministrazione (e dell'ampliamento) del cospicuo patrimonio terriero familiare.
Il 16 aprile 1901 fu nominato da papa Leone XIII vescovo titolare di Sinope e amministratore apostolico della praelatura nullius di Santa Lucia del Mela. Mantenne tale ruolo fino alla morte, avvenuta nel 1911.
Il suo corpo fu inizialmente sepolto nel cimitero di Condrò e, successivamente, fu traslato nella cappella gentilizia della famiglia Certo nel Cimitero monumentale di Messina.